# Bandera de Azerbaiyán
La bandera de Azerbaiyán es la bandera estatal, que fue adoptada el 9 de noviembre de 1918 por los gobernantes de la República Democrática de Azerbaiyán y readoptada oficialmente  el 5 de febrero de 1991 tras la recuperación de su independencia.

## Descripción
Es una bandera tricolor compuesta por tres franjas horizontales de igual anchura: azul la superior, roja la central y verde la inferior. En el centro de la franja roja aparecen una media luna blanca y una estrella de ocho puntas (Venus) también de color blanco.
El color azul representa el origen turco de la nación azerbaiyana, el rojo simboliza la modernización y el progreso, mientras que el color verde muestra la pertenencia a la civilización islámica.
| Modelo de color | Azul        | Rojo         | Verde         |
| --------------- | ----------- | ------------ | ------------- |
| Pantone         | 306 C       | Red 032 C    | 362 C         |
| RGB             | 0, 181, 226 | 239, 51, 64  | 80, 158, 47   |
| CMYK            | 75, 0, 5, 0 | 0, 86, 63, 0 | 78, 0, 100, 2 |
| Hex             | #00b5e2     | #ef3340      | #509e2f       |

## Banderas históricas
La bandera actual ya se utilizó por primera vez en 1918, cuando Azerbaiyán logró su independencia del Imperio ruso durante la Revolución y su posterior guerra civil. Esta bandera (cuya única diferencia era la posición de la media luna y la estrella y sus tamaños) duró hasta 1920, año en el que es incorporado Azerbaiyán en la Unión Soviética. A partir de esta fecha, adopta una bandera roja con la inscripción ACCP (iniciales en cirílico de la República Socialista Soviética de Azerbaiyán) en la esquina superior del lado del asta. En 1937 se añade la hoz y el martillo y se cambian las iniciales por AzSSR en caracteres latinos. En los años 1940 se cambian los caracteres latinos por cirílicos, quedando АзССР. El 7 de octubre de 1952 se adopta una nueva bandera, que es similar a la de la URSS, pero con una franja azul en la parte inferior.

entre febrero e junio de 1918 (Federación Transcaucasica)
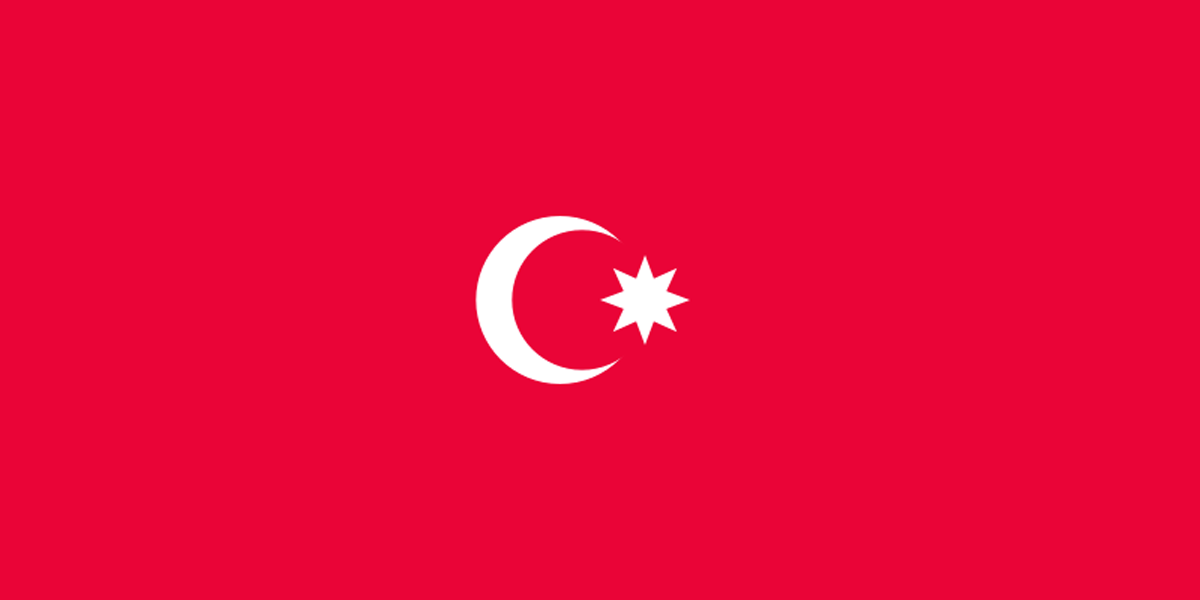
entre junio y noviembre de 1918
entre noviembre de 1918 y abril de 1920 (República Democrática de Azerbaiyán)
entre 1920 y 1921
entre abril de 1921 y 1922
Bandera oficial en 1922
entre 1922 y 1936
entre 1937 y 1939
entre 1939 y 1952
entre 1952 y 1991 (RSS de Azerbaiyán)
A partir de 1991 (República de Azerbaiyán)

## Uso de bandera
Según el artículo del orden N.º 683 de la República de Azerbaiyán del 8 de junio de 2004 (modificado el 1 de septiembre de 2005) la bandera estatal de la República de Azerbaiyán se debe izar en los siguientes lugares:
- frente al edificio del Palacio presidencial e instituciones estatales de la República de Azerbaiyán, Asamblea Nacional de la República de Azerbaiyán, Gabinete de los Ministros de la República de Azerbaiyán, Corte constitucional de la República de Azerbaiyán, Corte Supremo, Consejo judicial, órganos centrales ejecutivos, Fiscalía de la República de Azerbaiyán, Comité Electoral Central de la República de Azerbaiyán, Tribunal de Cuentas de la República de Azerbaiyán, Asamblea Suprema de Najicheván , Gabinete de Najicheván , Corte Supremo de Najicheván y órganos centrales ejecutivos de Najicheván;
- frente al edificio de los representaciones diplomáticas y consulados de la República de Azerbaiyán, también frente a las residencias de los representantes y jefes de los consulados de la República de Azerbaiyán;
- frente de los edificios de los pasos y puestos fronterizos de la República de Azerbaiyán;
- sobre las sedes de unidades militares de las Fuerzas Armadas de la República de Azerbaiyán;
- sobre los edificios de unidades militares de las Fuerzas Armadas de la República de Azerbaiyán en los siguientes casos:
  - en las fiestas oficiales de la República de Azerbaiyán;
  - en las ceremonias de juramento militar;
  - en las ceremonias de entrega de premios a las unidades militares;
  - en los ubicados en el territorio de otro país.

## Día de la bandera
Según el orden del presidente azerbaiyano Ilham Aliyev del 17 de noviembre de 2009, el día de 9 de noviembre fue proclamada como “Día de bandera estatal”. Esta día es no laborable.

## Galería

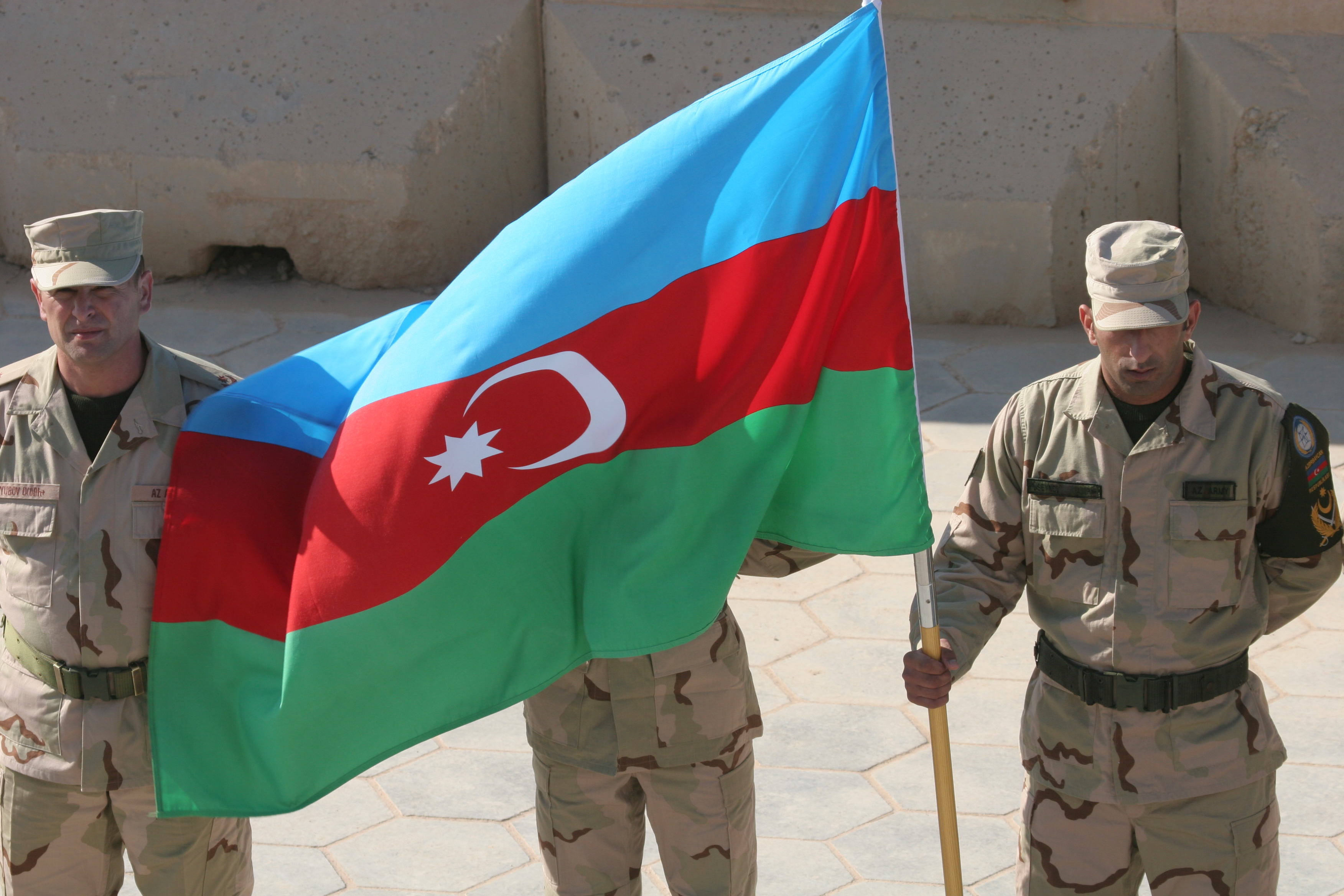
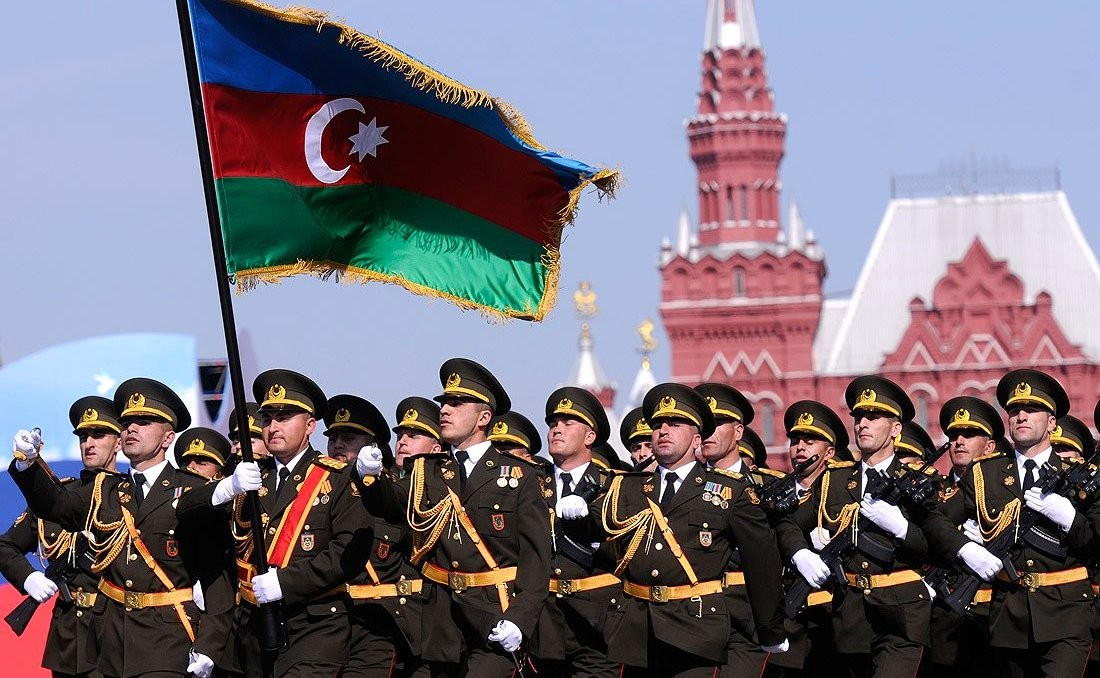
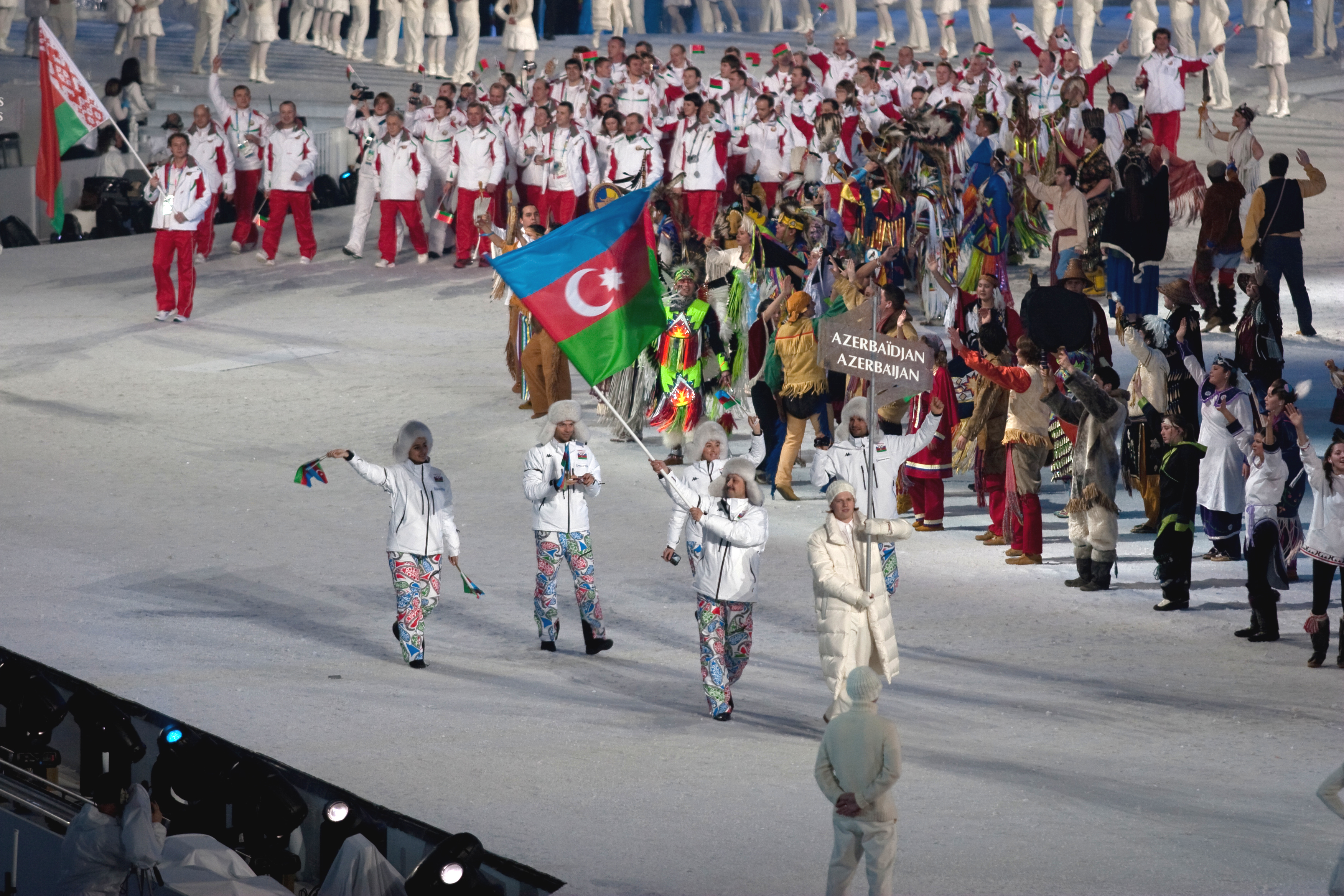
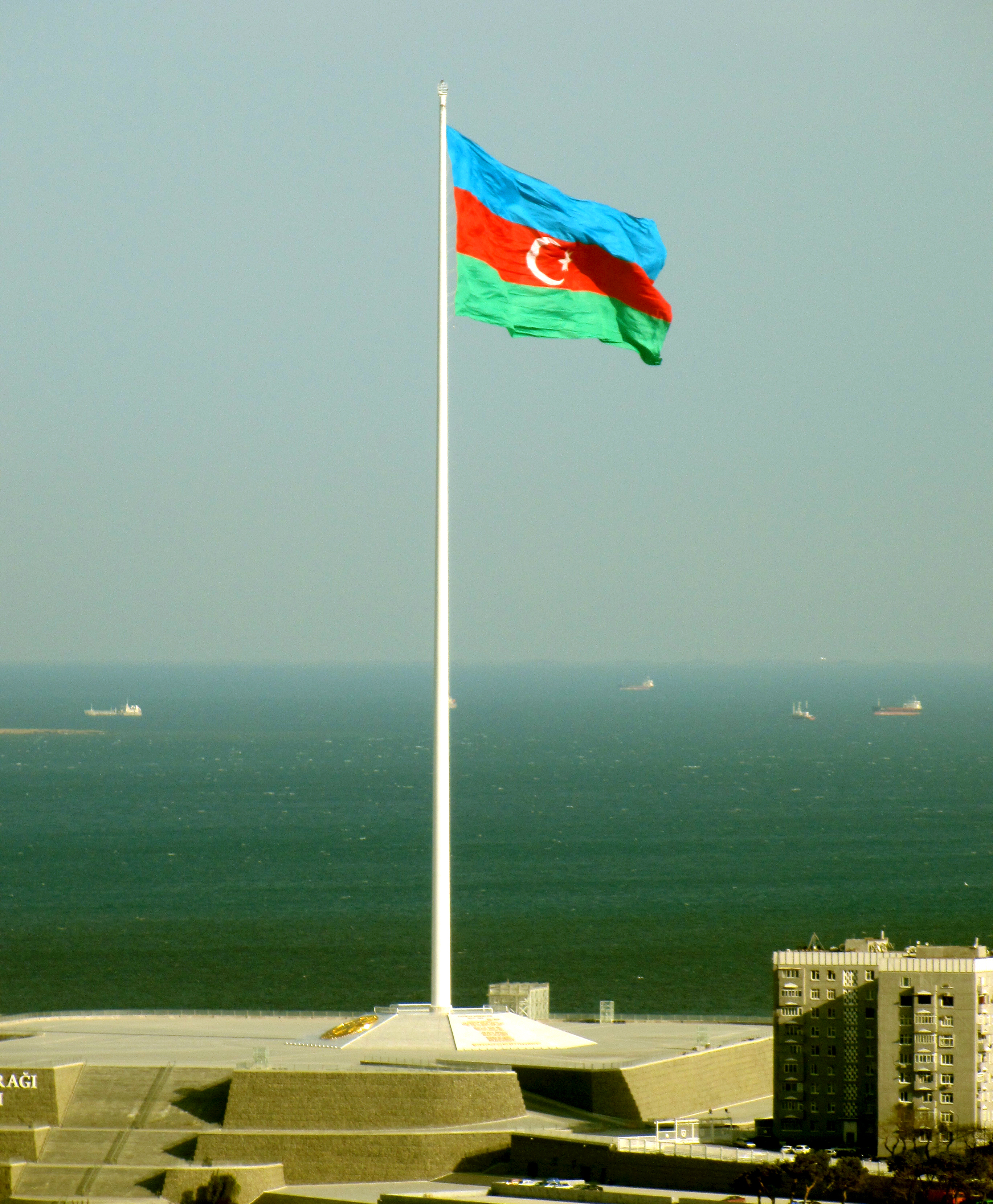
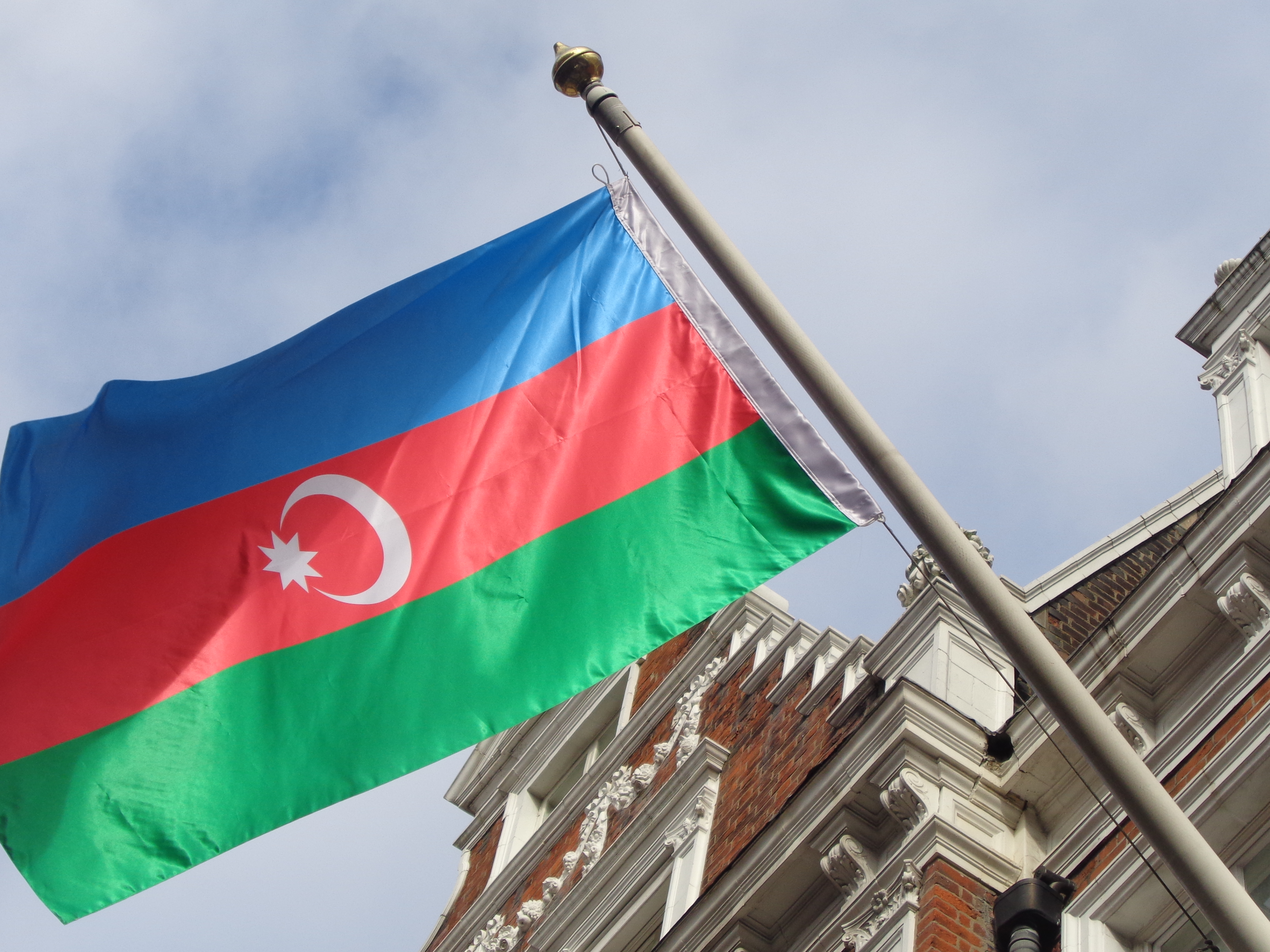
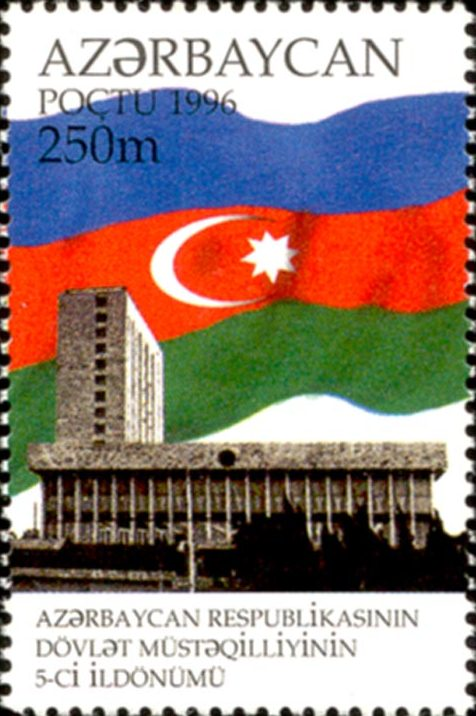
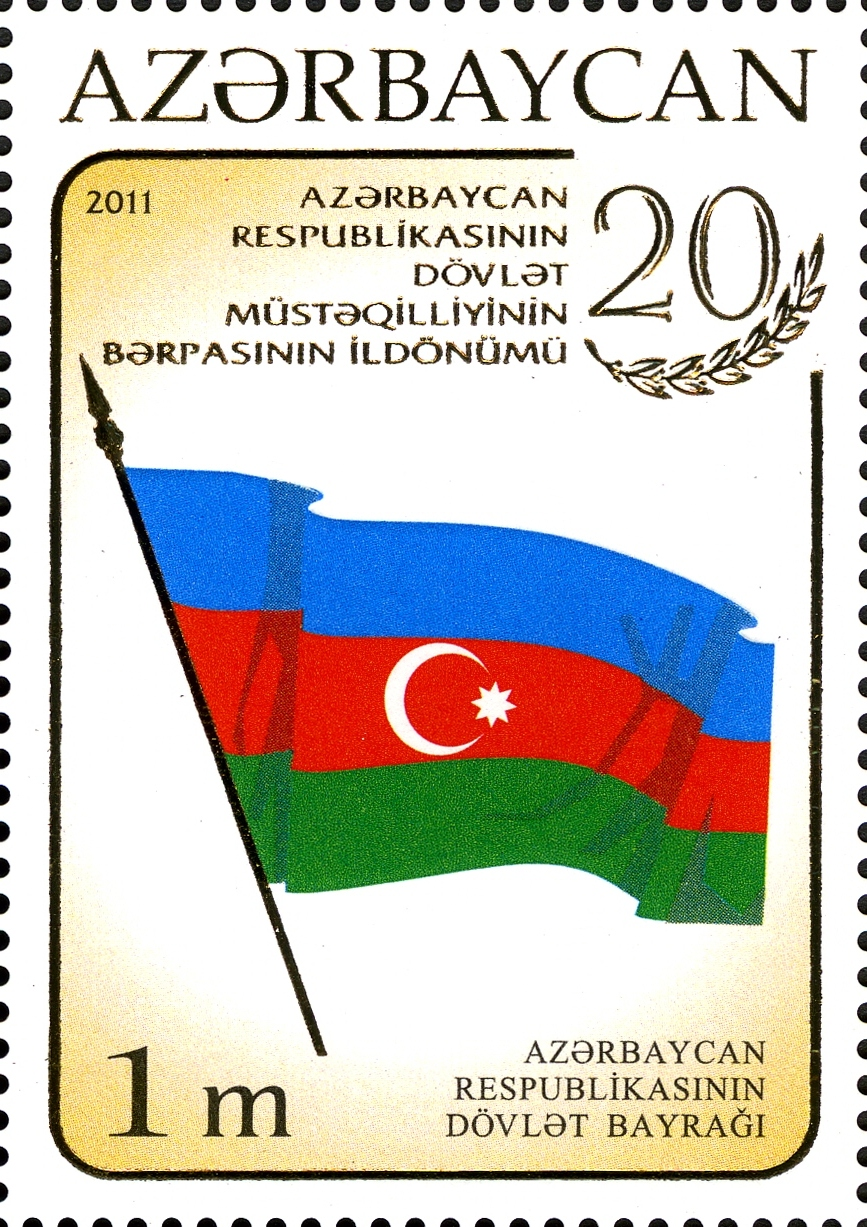